# Élections municipales ivoiriennes de 2011
 (janvier 2012).
Les élections municipales ivoiriennes de 2011 se tiendront à la fin de l’année 2011 en même temps que les élections législatives.

## Contexte
Après les perturbations depuis l'élection d'Alassane Ouattara, les mandats des conseillers municipaux et des députés vont s'arrêter où reprendre pour 5 ans.[pas clair]

### Villes de plus de 150 000 habitants
| Ville  | Population (2005) |  | Sortant(e)     |  | Élu(e) |
| ------ | ----------------- |  | -------------- |  | ------ |
| Bouaké | 572 149           |  | Fanny Ibrahima |  |        |
| Daloa  | 217 876           |  | Guédé Guina    |  |        |